# Слободський район
Слободськи́й район (рос. Слободской район) — район у складі Кіровської області Російської Федерації. Адміністративний центр — місто Слободський, яке, однак, не входить до складу району.

## Історія
Район був утворений 10 липня 1929 року у складі Вятського округу Нижньогородського краю. До його складу увійшли території Слободської, частини Георгієвської та Ярославської волостей Слободського повіту, Загарської волості Вятського повіту та Слудської волості Халтурінського повіту Вятської губернії. 1934 року район увійшов до складу Кіровського краю, 1935 року із частини був утворений Шестаковський район. 1936 року район увійшов до складу Кіровської області, 1955 року до його складу повернуто ліквідований Шестаковський район. 1963 року район був ліквідований, а територія увійшла до складу Білохолуницького району, але 1965 року він був відновлений.
7 грудня 2004 року, в рамках муніципальної реформи, у складі району були утворені 1 міське та 14 сільських поселень. 2009 року Лекомське сільське поселення було приєднане до Шестаківського, а 2012 року Сухоборське — до складу Озерницького сільського поселення.

## Населення
Населення району складає 30730 осіб (2017; 30693 у 2016, 30628 у 2015, 30630 у 2014, 30443 у 2013, 30371 3у 2012, 30102 у 2011, 30174 у 2010, 31909 у 2009, 33655 у 2002, 38451 у 1989, 40044 у 1979, 44959 у 1970).

## Адміністративний поділ
Станом на 2012 рік район адміністративно поділявся на 1 міський та 12 сільських поселень. Станом на 2010 рік до його складу входило 235 населених пунктів, з яких 66 не мали постійного населення, але ще не були зняті з обліку:
| Поселення                         | Площа, км² | Населення, осіб (2002) | Населення, осіб (2010) | Населення, осіб (2017) | Центр                | Населені пункти |
| --------------------------------- | ---------- | ---------------------- | ---------------------- | ---------------------- | -------------------- | --------------- |
| Вахрушівське міське поселення     | 5,92       | 10708                  | 9769                   | 9672                   | смт Вахруші          | 2               |
| Бобінське сільське поселення      | 191,00     | 1780                   | 1743                   | 2284                   | село Бобіно          | 27              |
| Денисовське сільське поселення    | 432,00     | 1664                   | 1566                   | 1596                   | присілок Денисови    | 21              |
| Закарінське сільське поселення    | 392,00     | 920                    | 662                    | 545                    | село Закаріньє       | 13              |
| Ільїнське сільське поселення      | 329,50     | 2119                   | 1979                   | 1911                   | село Ільїнське       | 13              |
| Карінське сільське поселення      | 243,90     | 882                    | 710                    | 622                    | село Каріно          | 11              |
| Ленінське сільське поселення      | 308,50     | 1370                   | 1332                   | 1344                   | присілок Рубіжниця   | 26              |
| Озерницьке сільське поселення     | 634,74     | 2083                   | 1402                   | 1124                   | селище Центральний   | 21              |
| Октябрське сільське поселення     | 156,90     | 1201                   | 1005                   | 1147                   | селище Октябрський   | 1               |
| Світозаревське сільське поселення | 129,80     | 724                    | 579                    | 508                    | присілок Світозарево | 17              |
| Стуловське сільське поселення     | 38,40      | 4911                   | 4996                   | 5056                   | присілок Стулово     | 11              |
| Шестаковське сільське поселення   | 752,10     | 2216                   | 1884                   | 1655                   | село Шестаково       | 41              |
| Шиховське сільське поселення      | 96,80      | 2461                   | 2547                   | 3266                   | присілок Шихово      | 31              |

## Найбільші населені пункти
| №  | Населений пункт | Населення, осіб (2002) | Населення, осіб (2010) |
| -- | --------------- | ---------------------- | ---------------------- |
| 1  | Вахруші         | 10654                  | 9715                   |
| 2  | Стулово         | 3597                   | 3501                   |
| 3  | Ільїнське       | 1285                   | 1168                   |
| 4  | Октябрський     | 1201                   | 1005                   |
| 5  | Бобіно          | 960                    | 954                    |
| 6  | Шестаково       | 1087                   | 924                    |
| 7  | Зоніха          | 847                    | 847                    |
| 8  | Центральний     | 1041                   | 755                    |
| 9  | Шихово          | 746                    | 750                    |
| 10 | Каріно          | 831                    | 690                    |